# Diego Linares
Diego Linares (* 21. Juni 1993 in Mexiko-Stadt) ist ein mexikanischer Eishockeyspieler, der seit 2017 erneut für die Aztec Eagle Warriors in Mexiko spielt.

## Karriere
Diego Linares begann seine Karriere als Eishockeyspieler bei Lomas Verdes. 2009/10 spielte er für die PF Changs aus Phoenix in einer US-U16-Liga. Als 2010 die semi-professionelle Liga Mexicana Élite gegründet wurde, wechselte er zu den Aztec Eagle Warriors, einem der vier Gründungsclubs der Liga, mit dem er auf Anhieb mexikanischer Meister wurde. 2014/15 spielt er erneut bei Lomas Verdes. Seit 2017 steht er wieder bei den Aztec Eagle Warriors auf dem Eis.

### International
Im Juniorenbereich stand Gómez für Mexiko bei den U18-Weltmeisterschaften 2009 in der Division II und 2010 und 2011, als er zum besten Spieler seiner Mannschaft und zum besten Stürmer des Turniers gewählt wurde, in der Division III sowie den U20-Weltmeisterschaften der Division II 2009, 2010 und 2012 und der Division III 2011 und 2013 auf dem Eis.
Mit der Herren-Nationalmannschaft nahm Gómez an den Weltmeisterschaften der Division II 2013, 2015 und 2015 teil. Er vertrat seine Farben zudem bei der Olympiaqualifikation für die Winterspiele 2014 in Sotschi, bei der die Mexikaner bereits in der Vorqualifikation scheiterten.

## Erfolge und Auszeichnungen
- 2011 Mexikanischer Meister mit den Aztec Eagle Warriors
- 2011 Bester Stürmer bei der U18-Weltmeisterschaft der Division III, Gruppe B
- 2011 Aufstieg in die Division II bei der U20-Weltmeisterschaft der Division III